# 包洛瑟格
包洛瑟格（匈牙利語：Ballószög）是匈牙利南部巴奇-基什孔州所辖的一个村，总面积35平方公里，总人口2924，人口密度83.54人/平方公里（2005年）。地理坐标为46°52′N 19°35′E。